# گرده‌لیوه
گِرده‌لیوِه (نام علمی: Epimedium) نام یک سرده از تیره زرشکیان است. نام‌های دیگر گرده‌لیوه، چَلَرَک، گیاه بی‌ثمر و گیاه عقیم است.
گیاه علفی چندساله، ریزوم‌دار. ریزوم منشعب و به صورت افقی رونده. برگ‌ها مرکب در
مرحله بلوغ چرمی؛ برگچه‌ها ۳ تا ۹تایی، یک تا سه بار سه‌تایی یا تک‌شانه‌ای، دمبرگچه‌دار با
قاعده قلبی، نوک‌تیز، در حاشیه اره‌ای با نیش‌های خارمانند. ساقه گلدار افراشته، بی‌برگ یا کم‌برگ.
گل‌آذین ساده یا مرکب. کم‌گل یا پرگل. دم‌گل‌ها با برگه کوچک غشایی.